# Honda 750 NR
La 750 NR (New Road) est un modèle de moto sportive, conçu et commercialisé par la firme japonaise Honda.
La compétition a, depuis les débuts de la moto, été le moyen pour les constructeurs de faire l'étalage de leur savoir-faire technologique et la vitrine de leurs innovations. Si quelques-unes des techniques utilisées en compétition se retrouvent sur des machines routières, très peu de modèles de compétition ont été retravaillés pour pouvoir être homologuables. Ducati a mis sur le marché, en 2006, une machine extrapolée des MotoGP, la Desmosedici RR. Mais ce n'est pas la première tentative. Quinze ans plus tôt, Honda a également commercialisé une machine reprenant de nombreuses techniques utilisées en Grand Prix, sur ses NR 500 depuis 1979, puis en Endurance sur la NR 750 en 1987.

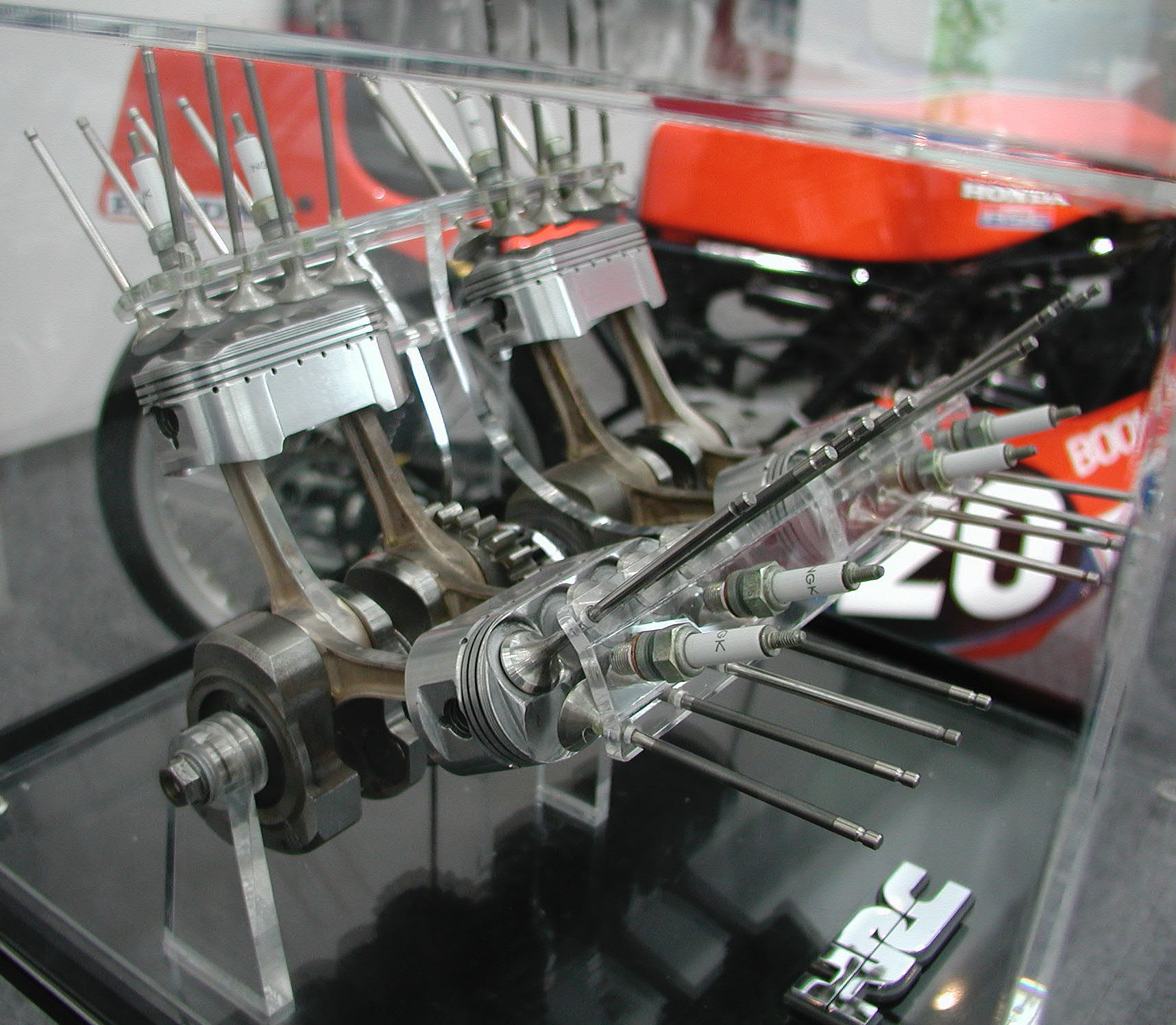
Le moteur à pistons oblongs de la NR 750.

La plus spectaculaire et la plus connue de ces techniques est sûrement le moteur à pistons oblongs.

Pour obtenir plus de puissance, il faut augmenter le remplissage des cylindres. Le plus simple est d'augmenter le nombre de soupapes. Mais cette technique montre vite ses limites et on doit jouer sur le diamètre des soupapes et privilégier soit l'admission soit l'échappement si on dépasse quatre ou cinq soupapes.

La solution retenue par Honda est de créer des cylindres oblongs, permettant de placer huit soupapes. Il faut néanmoins deux bougies pour enflammer correctement chaque chambre de combustion. Chaque piston actionne deux bielles.
Le moteur est composé de quatre de ces cylindres, disposés en V, ouvert à 90°. La culasse comporte 32 soupapes et 8 bougies. Le moteur développe 130 ch à 14 500 tr/min et le régime est limité par souci de fiabilité à 15 000 tr/min.
Ce moteur est alimenté par une injection électronique PGM-FI avec deux injecteurs par cylindre.

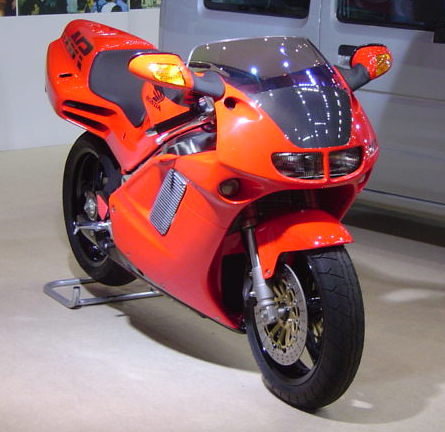

La NR 750 de route est présentée au salon de Genève de 1991.

Le carénage est entièrement en fibre de carbone. Il a fait l'objet de nombreuses études en soufflerie afin de lui donner le meilleur profil aérodynamique. Les nombreux ailerons, ouïes de refroidissement et autres appendices aérodynamiques lui confèrent un style futuriste. L'échappement passe sous la selle et laisse la vue sur le monobras. Ce monobras oscillant est directement issu des études faites lors du partenariat avec Elf.

On retrouve l'allure générale de la NR 750 sur la VFR RC 36 II.
La fourche téléhydraulique inversée de 43 mm de diamètre est entièrement réglable.
Pour gagner un peu de poids, les jantes de 16 pouces à l'avant et 17 pouces à l'arrière sont en magnésium. La machine pèse néanmoins plus de 220 kg à sec.
Comme sur les cockpits d'avions de chasse, la bulle reçoit un traitement de surface à base de titane. Le tableau de bord offre au pilote de nombreuses informations : une jauge à carburant, température et pression d'huile, température d'eau, un tachymètre digital, un compte-tours, etc.
Cette moto a fait l'objet de plus de deux cents dépôts de brevet.
Sur les 322 exemplaires fabriqués au rythme de trois exemplaires par jour, seuls 34 étaient disponibles en France. À chaque acheteur capable de débourser les 375 000 FF demandés (soit environ 84 000 € en 2021, en tenant compte de l'inflation), Honda offrait un porte-clef en argent.

## Différences entre les versionscourseetroute
La sportive d'endurance NR750 à piston ovale apparue aux 24 heures du Mans 1987 délivrait 157 chevaux et pesait 158 kg — ce sera pourtant une « simple » VFR 750 R RC30 qui remportera cette épreuve — mais la version RC40 homologuée pour la route ne délivrait plus que 125 chevaux (100 en France) et pesait 222,5 kg. L'une a des faces latérales de pistons planes l'autre des faces latérales de pistons légèrement bombées.

## Version optimisée
Une version poussée à 155 ch et allégée à 180 kg a battu successivement les records du kilomètre départ lancé à 299,825 km/h, du mile départ lancé à 299,788 km/h, du mile départ arrêté à 221,219 km/h et des dix kilomètres départ arrêté à 283,851 km/h. Elle était pilotée par Loris Capirossi, sur l'anneau de Nardò.
Cette machine est apparue dans quelques épisodes de la série télévisée Commissaire Moulin, le comédien tenant le rôle principal, Yves Rénier, étant possesseur d'une de ces machines.

La petite histoire veut que, la production ayant refusé d'assurer la véritable NR, la moto qui apparaît à l'écran est une simple 750 VFR maquillée[réf. souhaitée].